# 吉列尔莫·洛韦利
吉列尔莫·洛韦利（西班牙語：Guillermo Lovell，1918年1月14日—1967年10月25日），阿根廷前男子拳击运动员。他曾代表阿根廷参加1936年夏季奥林匹克运动会拳击比赛，获得一枚银牌。

## 家庭
哥哥圣地亚哥·洛韦利。